# Twin Lakes (Alaska)
Die Twin Lakes (engl. für „Zwillingsseen“) bestehen aus zwei benachbarten Seen im Südwesten Alaskas. Sie liegen im Lake-Clark-Nationalpark 50 km nördlich von Port Alsworth. 
Die Twin Lakes werden von einem östlich gelegenen oberen und einem etwas kleineren westlich gelegenen unteren See gebildet. Die beiden Seen sind glazialen Ursprungs und liegen auf der Westseite der nördlichen Aleutenkette. In das obere Ende des östlichen Sees mündet ein  gletschergespeister Fluss. Zwei gegenüber liegende Schwemmkegel, einer von Norden und der andere von Süden, haben sich in der Vergangenheit gebildet und trennen heute die Twin Lakes. Ein 600 m langer Abfluss leitet das Wasser des oberen Sees in den unteren. Der untere See wird an dessen westlichem Ende vom Chilikadrotna River entwässert. Beide Seen liegen auf einer Höhe von 603 m. Der obere See ist 10,8 km lang, maximal 1,7 km breit und bedeckt eine Fläche von 14,6 km². Der 8,3 km² große untere See ist 8 km lang und maximal 1,3 km breit. Das Einzugsgebiet des Seensystems umfasst 352 km². Flankiert werden die beiden Seen von 1500 m hohen Bergen.
Die Twin Lakes liegen abgelegen und einsam. Eine Ausnahme bildet der Spätsommer, in dem die Twin Lakes ein beliebtes Jagdgebiet sind.
Der Aussteiger Richard Proenneke lebte von 1968 bis 1999 in einer selbstgebauten Holzhütte am Südufer des oberen Sees der Twin Lakes, ungefähr auf halber Seelänge.